# Motore Ford V8 Flathead
I motori Ford V8 Flathead hanno costituito una famiglia di motori a scoppio prodotti dal 1932 al 1955 dalla Casa automobilistica statunitense Ford, e su licenza, fino al 1961, dalla francese SIMCA e fino al 1973 per i camion Ford commercializzati in Germania.

## Caratteristiche
Si tratta di una delle più conosciute famiglie di motori della Casa di Dearborn, ed in particolare quella cui si fa riferimento ancora ai giorni nostri quando si parla di hot rod su base Ford. Il V8 Flathead (dall'inglese: flathead = testa piatta) è stato al suo debutto un motore per certi versi innovativo, anche se apparentemente convenzionale. Infatti, fu il primo V8 ad essere stato impiegato su vetture dal prezzo più abbordabile, e quindi fu anche il primo motore a poter far gustare i pregi di un V8 anche a classi sociali meno agiate. Per le sue caratteristiche di elasticità ed affidabilità, oltre che per la sua diffusione nella cultura motoristica d'oltreoceano, il V8 Flathead è stato incluso tra i 10 migliori motori del XX secolo.

Progettato e realizzato tra la fine degli anni venti e l'inizio del decennio seguente, il V8 Flathead fece tesoro di alcune idee dello stesso Henry Ford senior, sebbene vi sia stato un team appositamente dedicato alla sua progettazione.

Il nome "testa piatta" con cui questo motore è oggi famoso, all'epoca del suo debutto non era utilizzato: infatti, tale denominazione si riferisce al fatto che il motore non utilizzava ancora la tecnologia delle valvole in testa (all'epoca ancora rara), per cui sulle due testate del V8 non erano presenti che le camere di scoppio, senza altre componenti o altri dispositivi (tranne ovviamente le candele), da cui il nome "testa piatta". 

Il monoblocco del V8 Flathead era in ghisa ed integrava anche il basamento assieme agli 8 cilindri, in un periodo in cui la maggior parte dei V8 era costituito da più gruppi di cilindri avvitati assieme ad un basamento in comune. La nuova architettura mirava a migliorare il livello di affidabilità del motore stesso, che si mantenne relativamente leggero, come molti altri V8. La parte più complessa del monoblocco era la zona destinata ad ospitare gli organi della distribuzione, in particolare le valvole di scarico, sistemate all'interno dell'angolo fra le due bancate. Il fatto che i condotti di scarico passassero inizialmente tra le intercapedini contenenti il liquido di raffreddamento, comportava rischi concreti di surriscaldamento, che dopo alcuni anni vennero risolti.
L'albero a gomiti poggiava su tre supporti di banco, una soluzione ancora in linea con l'epoca del debutto del Flathead, che negli ultimi anni di produzione dello stesso stava divenendo decisamente antiquata. I supporti si avvalevano di cuscinetti di banco realizzati in una lega tale da richiedere attrezzature specifiche per permettere ai cuscinetti stessi di essere revisionati, visto che non erano intercambiabili. Ma dal 1936 in poi, i cuscinetti divennero intercambiabili, fatto che permise il contenitmento dei costi di manutenzione e di realizzazione dei motori V8 Flathead e che permise altresì a tali motori di accrescere la propria popolarità.

La distribuzione prevedeva la soluzione a valvole laterali, azionate da un asse a camme sistemato al centro della "V" tra le due bancate. Il raffreddamento era inizialmente affidato a due pompe dell'acqua, ciascuna sistemata davanti ad ognuna delle due testate. Solo in seguito, le due pompe vennero montate direttamente sul monoblocco.

### Versioni principali
Durante l'intero arco della loro produzione, i motori V8 Flathead sono stati prodotti in diverse versioni e varianti, ed in vari livelli di cilindrata, da 2.2 a 5.2 litri, tutte note presso il pubblico statunitense con sigla esprimente la cilindrata in pollici cubi, com'è tradizione per tutti i motori. La produzione di questi motori, però, non si è fermata al solo mercato nordamericano, ma ha anche sconfinato nel Vecchio Continente, grazie alla produzione della Ford SAF e della SIMCA, dopo che quest'ultima ebbe acquisito la divisione francese del colosso di Detroit. Inoltre, vi furono applicazioni per autocarri pesanti prodotti dalla Ford tedesca fino al 1973.

In generale, i motori V8 Flathead prodotti dalla Ford furono i seguenti.

#### 221ci

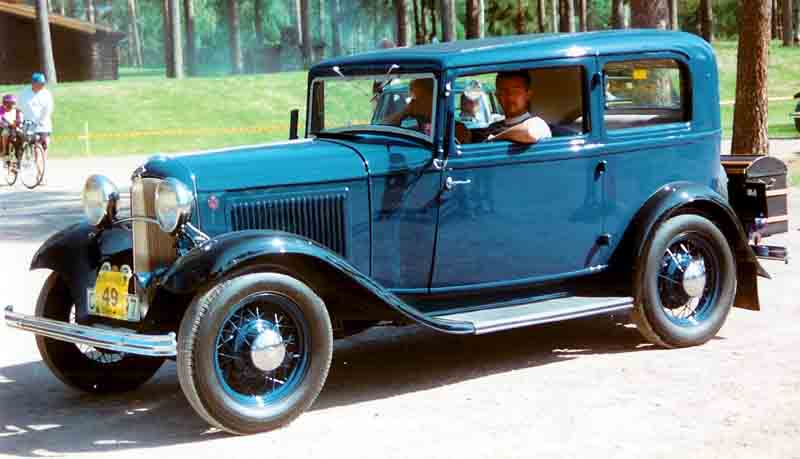
I primi motori V8 Flathead esordirono sulle prime Ford Model B

Il primo motore V8 Flathead debuttò nel 1932, ed aveva una cilindrata di 3621 cm³ (221 pollici cubi, da cui il nome), scaturita dalle misure di alesaggio e corsa pari a 77.79 x 95.2 mm. L'alimentazione era in genere affidata ad un carburatore monocorpo, anche se non mancarono eccezioni. Sono esistite quindi più varianti del V8 Flathead da 221ci:
- V8-18: prendeva il nome dal primo modello su cui venne montato, ossia la Model 18, o Model B (ma solo negli esemplari prodotti tra il 1932 ed il 1933); era caratterizzato da un rapporto di compressione pari a 5.5:1, ed erogava una potenza massima di 70 CV;
- V8-40: questo motore sostituì l'unità V8-18 nel biennio 1933-34 e fu caratterizzato dal rapporto di compressione portato a 6.33:1, con conseguente aumento della potenza massima da 70 a 80 CV;
- V8-48: questo motore sostituì il precedente a partire dalla fine del 1934 e per tutto il 1935, ed era caratterizzato dall'alimentazione mediante carburatore doppio corpo. Il rapporto di compressione scese leggermente, fino a 6.3:1, ma la potenza massima salì a 90 CV. Questo motore ha visto l'applicazione anche sulla Mathis Emy8 prodotta anch'essa tra il 1934 ed il 1935;
- V8-68: il motore V8-48 venne sostituito nel 1936 dal motore V8-68, identico nelle prestazioni, ma con aggiornamenti di dettaglio.
- V8-78: questo motore venne introdotto nel 1937 ed era disponibile con testate in lega di alluminio oppure in ghisa, a seconda delle applicazioni. Nel primo caso, il rapporto di compressione era di 6.2:1, e la potenza massima era di 90 CV (con coppia massima di 195 Nm), mentre nel secondo caso il rapporto di compressione saliva a 7.5:1, con aumento della potenza fino a 100 CV. Questo motore differiva dai precedenti anche per il differente collocamento delle pompe dell'acqua, sistemate direttamente sul monoblocco, come già accennato in precedenza.
- V8-81A: introdotto nel 1938, questo motore andò a sostituire il precedente V8-78 con testate in lega leggera, ed era caratterizzato da un rapporto di compressione pari a 6.12:1, con potenza sostanzialmente invariata (migliorò leggermente solo l'elasticità di marcia);
- V8-91A: introdotto nel 1939, questo motore differiva dal precedente per la potenza, salita a 95 CV, e la coppia portata a 210 Nm grazie al leggero aumento del rapporto di compressione, salito da 6.12 a 6.15:1.

Altre varianti furono proposte nel 1940, sia per usi civili, sia per veicoli destinati all'uso militare durante la seconda guerra mondiale.

#### 239ci

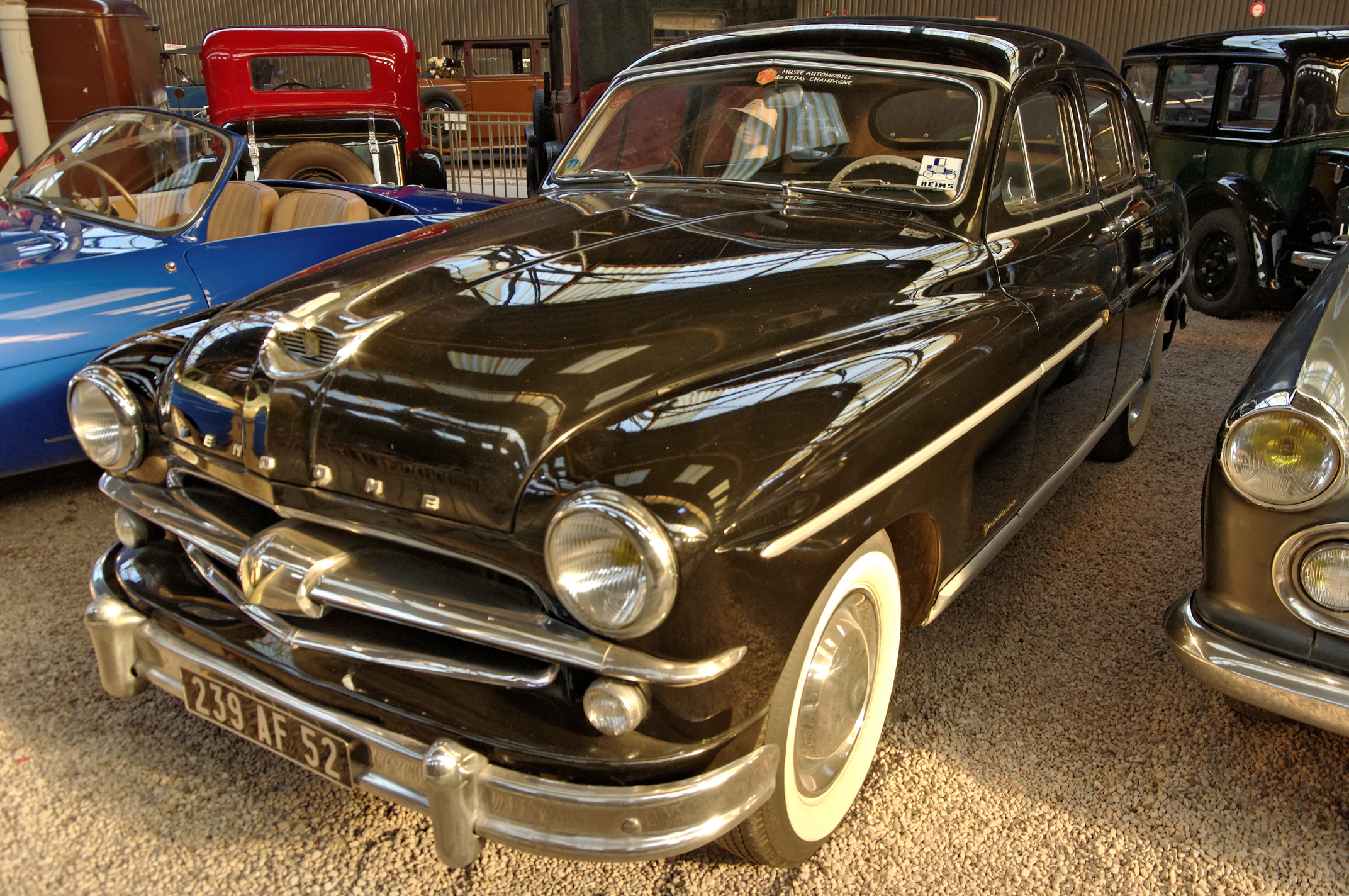
Le Ford Vendôme prodotte in Francia sono state tra gli ultimi esempi di applicazione di un motore 239ci

Tra la fine del 1938 e l'inizio del 1939, la famiglia dei motori V8 Flathead si ampliò con l'arrivo di una nuova versione caratterizzata da una cilindrata pari a 3923 cm³ (alesaggio e corsa: 80.96x95.2 mm). Si trattava quindi di una versione rialesata del precedente V8 da 3.6 litri, ma sempre con struttura da motore sottoquadro. Venne utilizzato per le ultime Mercury d'anteguerra e per le prime Ford post-belliche, ma anche per la Ford Vedette Vendôme (1953-54) e la Ford Comète (1954), prodotte in Francia dalla Ford SAF. Inoltre, anche la Simca, dopo l'acquisizione della Ford SAF, ha usufruito di tale motore per l'ultimissima fase produttiva della già citata Ford Comète(1955). In queste sue ultime applicazioni, il motore era noto anche come Motore Mistral. Anche questo motore ha conosciuto diversi step evolutivi, durante i quali ha cambiato la sigla di denominazione:
- V8-99A: fu il primo dei motori V8 Flathead da 3.9 litri, ed era caratterizzato da un rapporto di compressione pari a 6.15:1 che garantiva una potenza massima di 95 CV ed una coppia massima di 230 Nm. Anche la variante del 1940, siglata V8-09A, mantenne le stesse caratteristiche;
- V8-19A: introdotto nel 1941, era simile ai precedenti due, ma con coppia massima salita a 238 Nm;
- V8-29A: debuttò nel 1942, aveva un rapporto di compressione di 6.4:1 ed una potenza massima portata a 100 CV, mentre la coppia massima rimase invariata;
- V8-69: fu il primo V8 Ford Flathead da 3.9 litri del dopoguerra. Il suo rapporto di compressione salì a 6.75:1 e la potenza rimase invariata, ma la coppia massima salì a 240 Nm. Le stesse caratteristiche si ritrovarono nelle successive varianti del 1947 e 1948, denominate rispettivamente V8-79 e V8-89;
- V8BA, V8-0BA e V8-1BA: introdotti rispettivamente nel 1949, 1950 e 1951, erano caratterizzati da un rapporto di compressione pari a 6.8:1. Nel primo motore le prestazioni non subirono variazioni, mentre nel secondo la coppia massima crebbe di 1 Nm e nel terzo salì di altri 8 Nm;
- V8-B2: in questo motore, lanciato nel 1952, il rapporto di compressione fu portato a 7.2:1, con aumento della potenza a 110 CV e della coppia massima a 263 Nm;
- V8-B3: ultima tappa evolutiva del 3.9 litri Ford V8 Flathead, questo motore vide l'aumento della coppia motrice da 263 a 266 Nm.

#### 136ci
Questo motore è stato introdotto nel 1935 dalla Matford (Casa automobilistica nata dalla fusione tra la Ford francese e la Mathis), ma dal 1937 al 1940 venne utilizzato anche negli States. Tale motore era caratterizzato da una cilindrata di 2225 cm³ (alesaggio e corsa: 66.04x81 mm). Il suo rapporto di compressione era di 6.6:1, ed era in grado di sviluppare una potenza massima di 60 CV, con una coppia massima di 127 Nm. Durante il suo arco di produzione, assunse diverse denominazioni, ma fondamentalmente le sue caratteristiche principali rimasero immutate. Questo motore venne montato in Europa sui seguenti modelli:
- Matford F82 (1938-39);
- Ford 472A (1946-48).

In una variante leggermente differente (con cilindrata scesa a 2158 cmc,poi salita a 2351 cm³), questo motore venne utilizzato in applicazioni della Ford SAF e successivamente della Simca.

#### 255ci

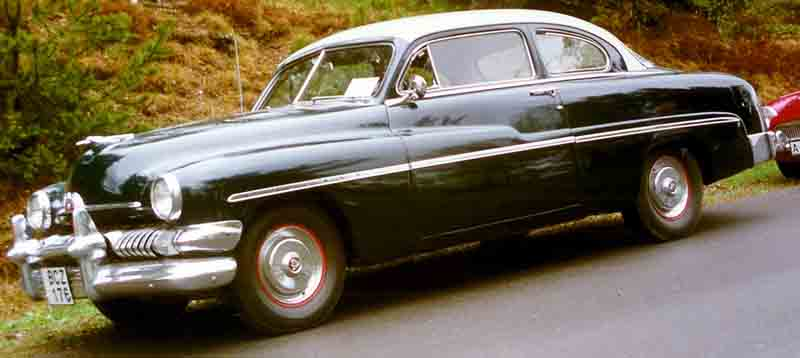
Le Mercury Eight prodotte dal 1949 al 1953 montavano motori Flathead da 255ci

Questa versione venne introdotta nel 1948 e prodotta per i cinque anni successivi, vale a dire fino al 1955. Caratteristiche di questa versione furono le misure di alesaggio e corsa, pari rispettivamente a 80.96x100 mm, per una cilindrata complessiva di 4.2 litri. Venne utilizzato solo in modelli della Mercury ed in alcuni autocarri pesanti dell'epoca. anche questo motore è esistito in più di una variante:
- V8-9CM: fu la variante d'esordio, caratterizzata da un rapporto di compressione pari a 6.8:1 e da una potenza massima di 110 CV, con un picco di coppia pari a 270 Nm. Nel 1950 venne sostituito dalla variante V8-0CM, con poche modifiche di dettaglio;
- V8-1CM, molto simile ai precedenti, ma con potenza e coppia salite rispettivamente a 112 CV ed a 278 Nm. Fu prodotto nel solo anno 1951;
- V8-MA: questa variante era caratterizzata da un rapporto di compressione portato a 7.2:1, mentre la potenza crebbe a 125 CV e la coppia motrice fino a 296 Nm. Tale variante venne prodotta nel 1952 e nel 1953, il suo ultimo anno di vita.

#### 337ci

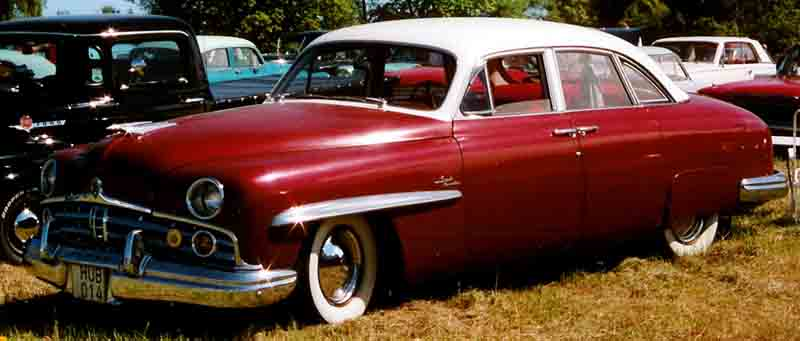
Le Lincoln Cosmopolitan del 1949 montavano il Flathead da 337ci

Caratterizzato da misure di alesaggio e corsa pari ad 88.9x111.1 mm, per una cilindrata di 5.5 litri, questo motore venne inizialmente pensato per equipaggiare gli automezzi pesanti dell'epoca costruiti dal Gruppo di Dearborn. Ma in seguito, data l'impossibilità di costruire un V12 da montare sulle automobili di punta del Gruppo Ford, si scelse di impiegare questo motore anche per tale destinazione. Tale motore venne prodotto fino a tutto il 1951, per essere poi sostituito dal motore Lincoln Y-Block del 1952.

### Altre applicazioni

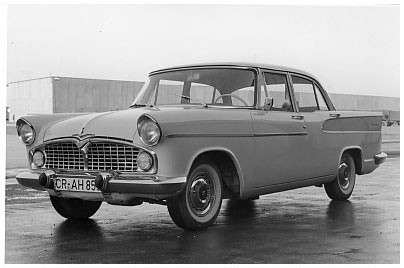
Le Simca Vedette montavano il V8 Flathead, che dalla Casa di Nanterre veniva denominato Aquilon

Come già sottolineato più volte, sono esistite alcune applicazioni del V8 Flathead anche al di fuori del contesto nordamericano: in particolare, il V8 da 136ci (2225 cm³), è stato ridotto a 2158 cm³ per equipaggiare la Ford Vedette. Tale valore è stato ottenuto accorciando leggermente la misura della corsa da 81 a 78.8 mm. In questo motore, il rapporto di compressione era di 6.8:1 e la potenza massima era di 60 CV, esattamente come negli altri motori da 136ci. La coppia massima, invece, scese leggermente, da 127 a 123 Nm a 2500 giri/min. Questo motore ha trovato applicazione sotto il cofano delle prime Ford Vedette (1948-50).

Ma dal 1950, questo motore subì alcuni aggiornamenti: il rapporto di compressione salì a 7:1, permettendo l'aumento della potenza massima da 60 a 66 CV. In questa nuova configurazione, il V8 Flathead venne impiegato per equipaggiare le Ford Vedette prodotte fino al 1954.
Un'altra variante di questo motore venne ancora realizzata dalla Ford SAF, questa volta nel 1953: in pratica, la cilindrata venne portata a 2351 cm³ (alesaggio e corsa: 67.04x81.30 mm). Con un rapporto di compressione di 7.4:1, la potenza crebbe fino ad 80 CV a 4400 giri/min, mentre la coppia massima salì a 145 Nm a 2700 giri/min. Questo motore esordì sulla Ford Comète e per il solo anno 1953, ma in seguito, con l'acquisizione della Ford SAF da parte della Simca, venne montato anche sulla Simca Vedette prima serie (1954-57), mentre la seconda serie (1957-61) usufruì di un aggiornamento che ne portò la potenza massima ad 84 CV. In tale configurazione, questo motore ha trovato applicazione anche sotto il cofano della Simca Ariane 8 (1958-61). Presso la Simca, il V8 Flathead era noto con la denominazione Aquilon.